# Pittsburg, New Hampshire
Pittsburg är en kommun (town) i Coos County i delstaten New Hampshire, USA med cirka 867 invånare (2000).